# Karen Huitfeldt
Karen Huitfeldt, född 1700, död 1778, var en dansk hovfunktionär.
Hon var hovmästarinna till Danmarks drottning mellan 1757 och 1767.